# 고깔

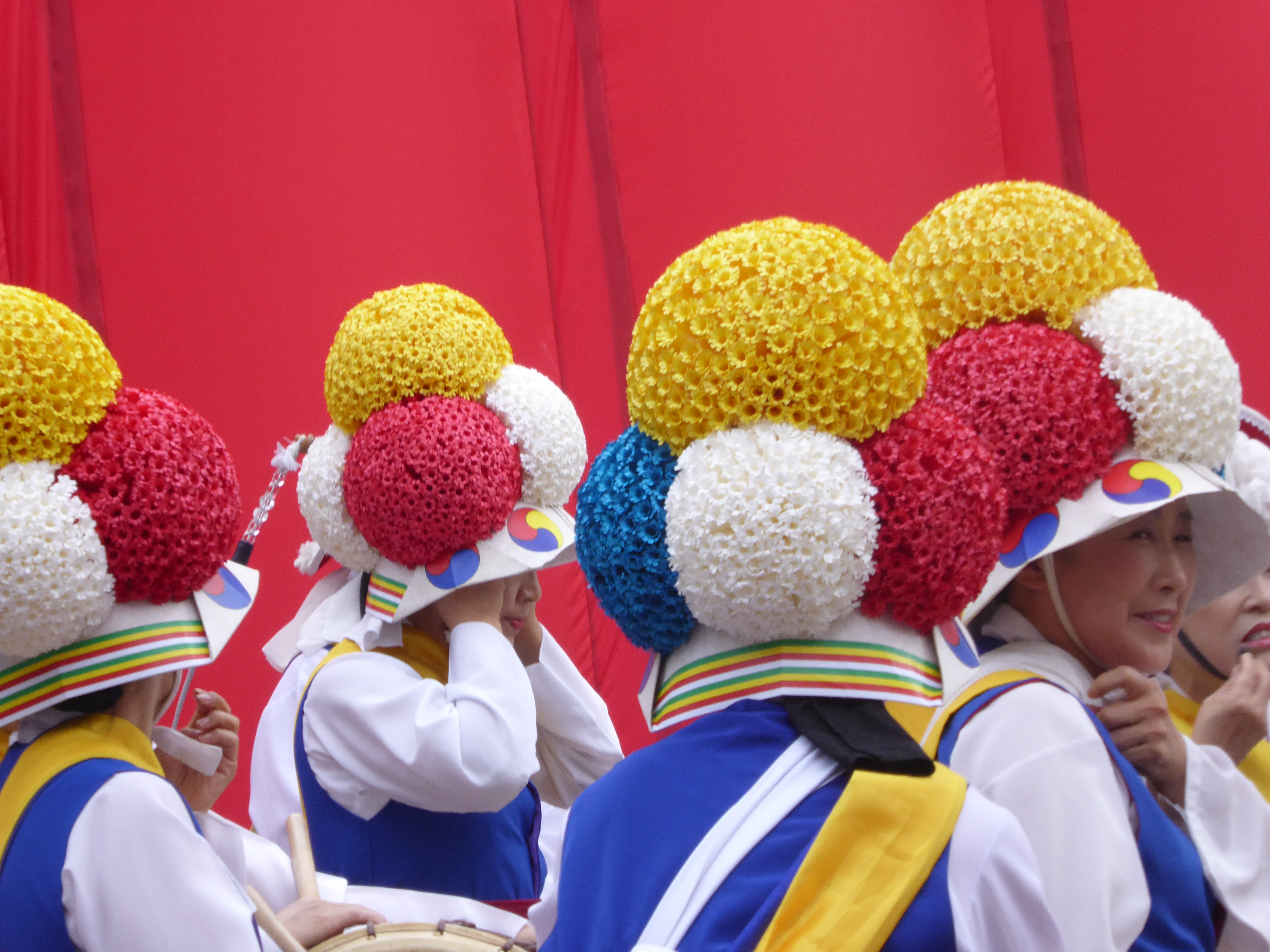
종이로 만든 꽃을 장식한 고깔을 쓴 풍물놀이 치배.

고깔은 풍물놀이에서 치배들이 머리에 쓰는 것으로 전립과 더불어 널리 사용되고 있다. 주로 소고 치배들이나 장구, 북 치배들이 쓴다.
마름모꼴 종이 또는 천을 겹으로 접은 다음, 종이 또는 얇은 천으로 꽃을 앞, 뒤, 옆, 윗 5개를 붙여 만든다. 색색의 꽃을 만들어 붙이기도 하고, 흰색으로만 만들기도 한다.
꽃은 여러겹의 종을 약 3~4cm로 주름접기를 하여 가운데를 실로 묶은 다음, 안쪽부터 하나씩 펴서 세워 모양을 만든다.